# K. C. Nicolaou
Kyriacos Costa Nicolaou (grec: Κυριάκος Κ. Νικολάου; Karavas (Xipre), 5 de juliol de 1946) és un químic xipriota-nord-americà conegut per la seva investigació en l'àrea de la síntesi total de productes naturals. Actualment és professor de química Harry C. i Olga K. Wiess a la Rice University, després d'haver ocupat càrrecs acadèmics a The Scripps Research Institute / UC San Diego ia la Universitat de Pennsylvania.

## Biografia
KC Nicolaou va néixer a Xipre, on va créixer i va anar a l'escola fins als 18 anys. El 1964 va marxar a Anglaterra on va passar dos anys aprenent anglès i preparant-se per entrar a la universitat. Va estudiar química a la Universitat de Londres. (B.Sc., 1969, Bedford College ; Ph.D. 1972, University College London, amb els professors F. Sondheimer i PJ Garratt). El 1972 es va traslladar als Estats Units i, després de nomenaments postdoctorals a la Universitat de Colúmbia (1972–1973, professor TJ Katz) i a la Universitat Harvard (1973–1976, professor EJ Corey), es va incorporar a la facultat de la Universitat de Pennsilvània, on es va incorporar. es va convertir en el professor de química de Rhodes-Thompson. Mentre estava a Penn, va guanyar la prestigiosa beca Sloan.
El 1989, es va traslladar a San Diego, on va ocupar un càrrec conjunt a la Universitat de Califòrnia, San Diego, on va exercir com a professor de química, i a l'Institut de Recerca Scripps, on va ser professor de química de Darlene Shiley i president del Departament de Química. El 1996, va ser nomenat Aline W. i LS Skaggs Professor de Biologia Química a The Skaggs Institute for Chemical Biology, The Scripps Research Institute. Del 2005 al 2011, va dirigir el Laboratori de síntesi química @ ICES-A*STAR, Singapur. El 2013, Nicolaou es va traslladar a la Universitat Rice.
El grup Nicolaou és actiu en el camp de la química orgànica amb interessos de recerca en el desenvolupament de metodologies i la síntesi total. És responsable de la síntesi de moltes molècules complexes que es troben a la natura, com ara el taxol i la vancomicina. La ruta del seu grup a Taxol, completada el 1994 aproximadament al mateix temps que una síntesi pel grup de Robert A. Holton, va atreure l'atenció dels mitjans de comunicació nacionals a causa de la complexitat estructural de Taxol i la seva potent activitat anticancerosa.

## Síntesis totals realitzades
- Àcids endiandrics A – D (1982)
- Amfoteronolida B i amfotericina B (1987)
- Calicheamicina γ 1 (1992)
- Sirolimus (1993)
- Taxol (1994)
- Àcid saragosic A (1994)
- Brevetoxina B (1995)
- Vancomicina (1998)
- Uncialamycin (2008)
- Esporolida B (2009)
- Viridicatumtoxina B (2013)
- Shishijimicin A (2015)
- Thailanstatin A (2016)
- Gukulenin B (2022)

## Llibres
També és coautor de tres llibres populars sobre síntesi total :
1. Classics in Total Synthesis I, 1996
2. Classics in Total Synthesis II, 2003
3. Classics in Total Synthesis III, 2011

A part d'aquests, va ser autor o coautor de diversos altres llibres:
1. Molecules That Changed the World, 2008
2. Handbook of Combinatorial Chemistry: Drugs, Catalysts, Materials, 2002
3. Selenium in Natural Products Synthesis, 1984

## Premis
KC Nicolaou ha rebut nombrosos premis i honors, com ara:
- Medalla d'or Robert Koch 2021 (Alemanya)
- Premi Wolf de Química 2016 (Israel)
- 2011 Medalla Benjamin Franklin en Química (Franklin Institute USA)
- 2005 Premi Arthur C. Cope (EUA)[5]
- 2003 Premi Nobel de Signatura en Educació de Postgrau (amb Phil S. Baran)
- Premi Tetraedre 2002
- 2001 Premi Ernst Schering (Alemanya)
- 2000 Medalla d'Or Paul Karrer (Suïssa)
- Premi Esselen 1998 (EUA)
- 1996 Premi Linus Pauling (EUA)
- Premi Aspirina (Espanya)
- Conferència del premi Max Tishler (Harvard)
- Premi Yamada (Japó)
- Premi Janssen (Bèlgica)
- Medalla de Nagoya (Japó)
- Medalla del Centenari (Royal Society UK)
- Medalla Inhoffen (Alemanya)
- Medalla Nichols (EUA)
- Premi ACS al treball creatiu en química orgànica sintètica (EUA)
- Premi ACS Guenther en Química de Productes Naturals (EUA)
- Membre de l'Acadèmia Americana de les Arts i les Ciències
- Membre de l'Acadèmia Nacional de Ciències
- Membre de la Societat Filosòfica Americana.[6]
- Membre estranger de la Royal Society (2013).[7]